# Ellona Santiago
Ellona Rano Santiago (nacida el 1 de agosto de 1996, Cavite) es una cantante de género pop, r&b y soul filipina, que reside en San Lorenzo (California), Estados Unidos. Ella fue concursante de un programa de televisión estadounidense llamado The X Factor de temporada 1. Concurso que formaba parte de un grupo de diez integrantes tutelado por Paula Abdul, en la que Ellona ingresó a l puesto 12. Santiago retornó a la temporada 3, donde ella fue apadrinada por Demi Lovato y se posesionó en el sexto lugar de los 16 finalistas.

## Biografía
Ellona empezó a cantar y a bailar desde los 3 años de edad y se ha unido a decenas de concursos de talentos. En el 2011, Ellona fue ganadora de un concurso de canto llamado "Ichiban Idol", donde un tiempo después asistía al American Idol, de temporada 3 como finalista. Donde Jasmine Trias fue la juez invitada. Además ella ha recibido una serie de descargas por YouTube con éxito, con más de 1.300.000 visitas en total.
Su primera formación la tuvo de parte de su madre, quien le enseñó a cantar, ya que con ella cantaba, incluso cuando ella aún estaba en su vientre. Sus hermanas mayores y primos también le influyeron para perfeccionar sus habilidades. Con el paso de los años, Ellona fue inscrito por sus padres en el "Barbizon Modeling School", para obtener una formación profesional (2005-2006) en San Francisco, California. Más adelante se matriculó a la Convención IPAAC (International Performing Arts Academy), en la que se posesionó como la mejor artista con talento en diciembre de 2006. A los 10 años de edad, se convirtió en el miembro más joven de un elenco de comedia musical llamada "Amerikana", dirigido por Fil-Am Singer-Actress-Comidienne Fe Delos Reyes, quien se convirtió en su mentor. Ellona tuvo además un entrenamiento vocacional por parte de Miriam Pantig, una reconocida cantante y actriz de fama internacional.
Ellona es además miembro de un coro infantil de "Nuestra Señora del Buen Consejo", perteneciente a la Iglesia de San Leandro, CA. Aparte de compartir su voz, ella también se encarga en participar de un proyecto para una organización sin fines de lucro, en la que su objetivo principal es realizar una donación de zapatos a los niños con problemas de salud mental, emocional y físico, principalmente para ayudar a los niños pobres en los países en subdesarrollo como Filipinas. Ellona en el 2012, junto con la organización, se ha recaudado más conciencias de los diferentes sectores personales, esto con el fin de donar y participar en su proyecto y programa.

## Carrera
En el 2011, a los 14 años de edad, Ellona participó en la primera temporada 1 de una competencia de canto norteamericana llamada The X Factor. Hizo prueba no solo para demostrarlo por su propia cuenta, en el Bootcamp fue aceptada como parte de un grupo integrada por diez concursantes, esto con el propósito de competir en una determinada categoría y continuar en su segunda ronda. El grupo tutelado por Paula Abdul, aparte de Ellona Santiago también se hizo cargo de Ma'at Bingham Shango, Nick Dean, Francesca Duncan, John Lindahl, Emily Michalak, Austin Percario, Arin Ray (un competidor de The X Factor (U.S. season 2), como solista), Emily Wilson y Lauren Ashley.
El 2 de noviembre de 2011, se presentaron en el "Kids in America" y "Party Rock Anthem", en la que recibieron una votación pública en Bottom 2 junto con Hogzz Stereo y otro grupo mentor bajo tutela de Abdul Paula, pues ambos fueron eliminados. Sólo Simon Cowell votó a favor de Ellona, mientras que los tres jueces incluyendo a Abdul, votaron para mantener a Hoggz Stereo. Ambos terminaron en el puesto 12, durante las 16 actuaciones.

## Conciertos
- "Inspirado" Primer concierto de Ellona Santiago en vivo (22 de marzo de 2014)[3]